# Irak op de Olympische Zomerspelen 1992
Irak nam deel aan de Olympische Zomerspelen 1992 in Barcelona, Spanje. Er werden geen medailles gewonnen.

## Deelnemers en resultaten
(m) = mannen, (v) = vrouwen 

### Boksen
| Olympiër     | Discipline | Resultaat | Prestatie                                                                                      |
| ------------ | ---------- | --------- | ---------------------------------------------------------------------------------------------- |
| Ahmed Aboud  | -54kg (m)  | 9e        | 1ste ronde: vrij 2de ronde: V van IRL McCullough: 2-10                                         |
| Furas Hashim | -71kg (m)  | 9e        | 1ste ronde: W van PUR Jiménez: 10-3 2de ronde: V van ASA Masoe: scheidsrechterlijke beslissing |

### Gewichtheffen
| Olympiër         | Discipline  | Resultaat | Prestatie                                                        |
| ---------------- | ----------- | --------- | ---------------------------------------------------------------- |
| Riadh Khedher    | -60kg (m)   | 19e       | trekken: 9de met 122,5kg stoten: 21ste met 140kg totaal: 262,5kg |
| Saleh Khadim     | -82,5kg (m) | 12e       | trekken: 7de met 160kg stoten: 11de met 190kg totaal: 350kg      |
| Atallah Abdullah | -90kg (m)   | DNF       | trekken: geen geldige poging                                     |
| Nazar Kadir      | -100kg (m)  | 9e        | trekken: 6de met 170kg stoten: 11de met 200kg totaal: 370kg      |
| Mohammed Jowad   | -110kg (m)  | 14e       | trekken: 17de met 160kg stoten: 13de met 197,5kg totaal: 357,5kg |

### Schietsport
| Olympiër      | Discipline      | Resultaat | Prestatie                          |
| ------------- | --------------- | --------- | ---------------------------------- |
| Hassan Hassan | 50m pistool (m) | 19e       | kwalificatie: 28ste met 550 punten |

Albanië · Algerije · Amerikaanse Maagdeneilanden · Amerikaans-Samoa · Andorra · Angola · Antigua en Barbuda · Argentinië · Aruba · Australië · Bahama's · Bahrein · Bangladesh · Barbados · België · Belize · Benin · Bermuda · Bhutan · Bolivia · Bosnië en Herzegovina · Botswana · Brazilië · Britse Maagdeneilanden · Bulgarije · Burkina Faso · Canada · Centraal-Afrikaanse Republiek · Chili · China · Chinees Taipei · Colombia · Congo-Brazzaville · Cookeilanden · Costa Rica · Cuba · Cyprus · Denemarken · Djibouti · Dominicaanse Republiek · Duitsland · Ecuador · Egypte · El Salvador · Equatoriaal-Guinea · Estland · Ethiopië · Fiji · Filipijnen · Finland · Frankrijk · Gabon · Gambia · Gezamenlijk team · Ghana · Grenada · Griekenland · Groot-Brittannië · Guam · Guatemala · Guinee · Guyana · Haïti · Honduras · Hongarije · Hongkong · Ierland · IJsland · India · Indonesië · Irak · Iran · Israël · Italië · Ivoorkust · Jamaica · Japan · Jemen · Jordanië · Kaaimaneilanden · Kameroen · Kenia · Koeweit · Kroatië · Laos · Lesotho · Letland · Libanon · Libië · Liechtenstein · Litouwen · Luxemburg · Madagaskar · Malawi · Malediven · Maleisië · Mali · Malta · Marokko · Mauritanië · Mauritius · Mexico · Monaco · Mongolië · Mozambique · Myanmar · Namibië · Nederland · Nederlandse Antillen · Nepal · Nicaragua · Nieuw-Zeeland · Niger · Nigeria · Noord-Korea · Noorwegen · Oeganda · Oman · Oostenrijk · Pakistan · Panama · Papoea-Nieuw-Guinea · Paraguay · Peru · Polen · Portugal · Puerto Rico · Qatar · Roemenië · Rwanda · Saint Vincent‑Grenadines · Salomonseilanden · Samoa · San Marino · Saoedi-Arabië · Senegal · Seychellen · Sierra Leone · Singapore · Slovenië · Soedan · Spanje · Sri Lanka · Suriname · Swaziland · Syrië · Tanzania · Thailand · Togo · Tonga · Trinidad en Tobago · Tsjaad · Tsjecho-Slowakije · Tunesië · Turkije · Uruguay · Vanuatu · Venezuela · Verenigde Arabische Emiraten · Verenigde Staten · Vietnam · Zaïre · Zambia · Zimbabwe · Zuid-Afrika · Zuid-Korea · Zweden · Zwitserland · Onafhankelijke olympische deelnemers